# Château de Pontoise
Le château de Pontoise est un ancien château fort, situé à Pontoise, dans le département du Val-d'Oise, en région Île-de-France. Il ne subsiste, de nos jours, de ce château que de maigres vestiges en élévation, à l'aplomb de l'Oise.

## Historique
Ce château surveillait le pont sur l'Oise sur la route de Paris à Rouen.
En 885, les Normands, montés sur 700 barques, entrent dans l'Oise, assiègent et prennent la ville de Pontoise, défendue par Aletramme (où Alatramme). En raison de cette menace, les habitants s'installent sur le Mont Bélien, facile à défendre. Le bourg de Pontoise s'y établit de manière définitive. Un château y est construit par les comtes de Vexin.
Peu à peu, Pontoise s’agrandit et devient une ville ; le passage de l'Oise ne se fait plus par l'ancienne voie mais par un nouveau pont construit vers 1070. Louis VI le Gros (1081-1137) défend farouchement le Vexin français, frontière occidentale de son domaine royal, contre les multiples assauts du duc de Normandie. La ville est entourée d'une muraille, le pont sur l'Oise est reconstruit en pierre et fortifié et le puissant château royal, dominant la cité et l'Oise, est alors reconstruit de 1103 à 1122. Il devient l'un des lieux de séjour favori des Capétiens, notamment Philippe Auguste et Saint Louis. Les rois font frapper monnaie à Pontoise, qui fait partie de leur domaine.
Louis XIV se réfugiera au château de Pontoise durant la Fronde, et fait venir le Parlement à Pontoise en 1652. Mais après cet épisode, le château est à l'abandon.
Au XVIIIe siècle, la ville connaît une relative croissance économique et démographique. D'importants travaux d'urbanisme sont réalisés. Les fortifications sont vendues et détruites tout comme l'ancien château de Pontoise par Louis XV, pour cause d'insalubrité. 

## Description
Le château présentait son petit côté à l'aplomb sur la rivière, ses longs côtés s'enfonçant sur le plateau du Vexin.. En 1739, le château fut vendu pour être rasé. 
Les fondations et une partie des remparts ouest ont été conservées. Le système défensif remontant au XIIe siècle fut profondément transformé au XVIe siècle. 
L’emplacement de l’ancien château est devenu un jardin public, offrant une vue imprenable sur la ville basse et l’Oise. Il accueille également le musée Camille-Pissarro.